# Alexander Robertson (labdarúgó, 2003)
Alexander Robertson (Dundee, 2003. április 17. –) ausztrál válogatott labdarúgó, az angol Manchester City középpályása.

## Pályafutása

### Klubcsapatokban
Robertson a skóciai Dundee városában született. Az ifjúsági pályafutását az ausztrál Hakoah Sydney City East csapatában kezdte, majd az angol Manchester City akadémiájánál folytatta.
2020-ban mutatkozott be a Manchester City első osztályban szereplő felnőtt keretében. A 2021–22-es szezon első felében a skót első osztályban érdekelt Ross County csapatát erősítette kölcsönben. 2021. szeptember 18-án, az Heart of Midlothian ellen hazai pályán 2–2-es döntetlennel zárult bajnoki 56. percében, Blair Spittal cseréjeként debütált.

### A válogatottban
Robertson az U16-os, az U17-es és az U18-as korosztályú válogatottakban is képviselte Angliát.
2023-ban debütált az ausztrál válogatottban. Először a 2023. március 24-ei, Ecuador ellen 3–1-re megnyert mérkőzés 62. percében, Keanu Baccust váltva lépett pályára.

## Statisztikák
2021. október 23. szerint
| Klub                     | Szezon   | Osztály              | Bajnokság | Bajnokság | Kupa  | Kupa | Nemzetközi | Nemzetközi | Összesen | Összesen |
| Klub                     | Szezon   | Osztály              | Meccs     | Gól       | Meccs | Gól  | Meccs      | Gól        | Meccs    | Gól      |
| ------------------------ | -------- | -------------------- | --------- | --------- | ----- | ---- | ---------- | ---------- | -------- | -------- |
| Ross County (kölcsönben) | 2021–22  | Scottish Premiership | 3         | 0         | 2     | 0    | —          | —          | 5        | 0        |
| Összesen                 | Összesen | Összesen             | 3         | 0         | 2     | 0    | 0          | 0          | 5        | 0        |

### A válogatottban
| Válogatott | Év       | Pályára lépés | Gól |
| ---------- | -------- | ------------- | --- |
| Ausztrália | 2023     | 2             | 0   |
| Összesen   | Összesen | 2             | 0   |